# چشم (عزیزم)
چشم، عزیزم (به انگلیسی: Yes, Dear) یک کمدی موقعیت آمریکایی است که از ۲ اوت ۲۰۰۰ میلادی تا ۱۵ فوریهٔ ۲۰۰۶ بر روی شبکهٔ سی‌بی‌اس پخش شد. آنتونی کلارک، جین لوئیسا کلی، مایک اومالی و لیزا اسنایدر در این سریال بازی می‌کردند.